# Agonis flexuosa

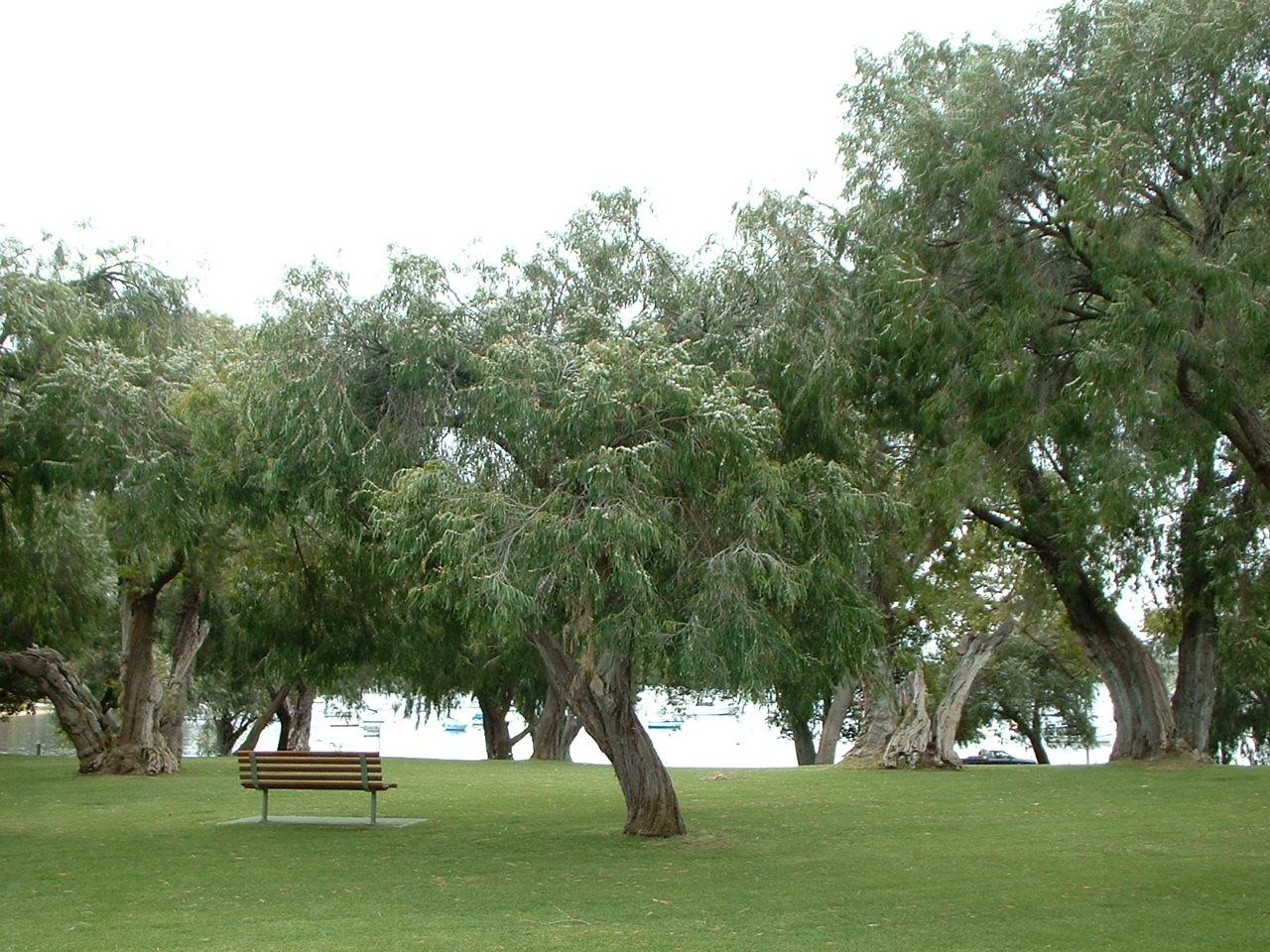
Visió d'uns quants arbres de l'espècie a les vores del riu Swan.

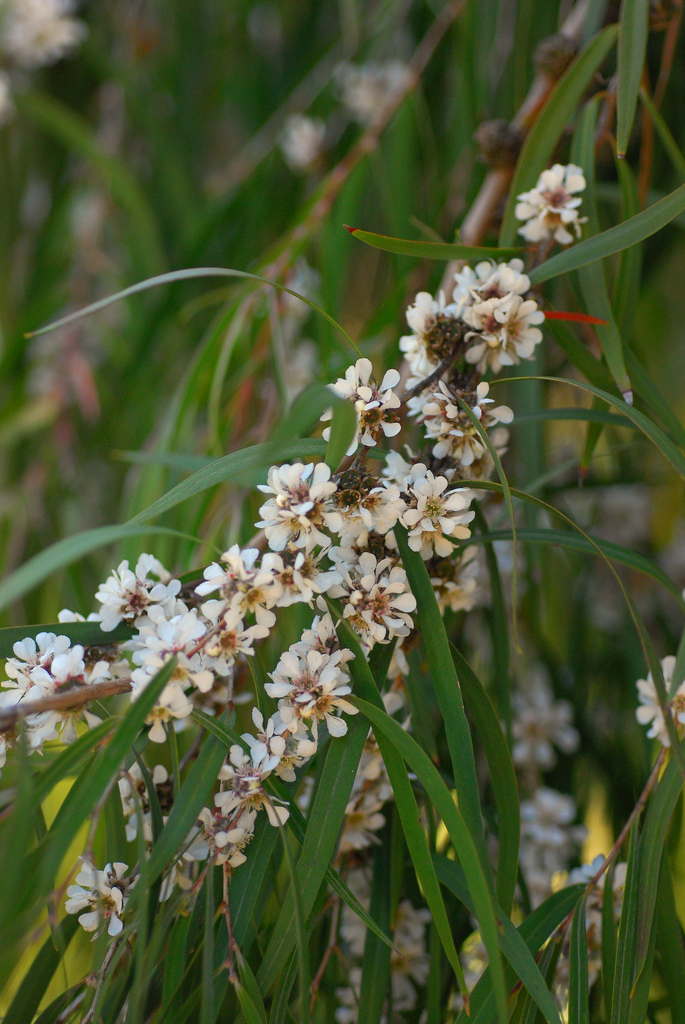
Visió de les inflorescències.

Agonis flexuosa, coneguda popularment com a "Menta australiana", és una espècie de planta de la família de les Mirtàcies que es distribueix pel sud-oest d'Austràlia Occidental. És una de les espècies més comunes d'Agonis i un dels arbres més recognoscibles d'Austràlia Occidental, creixent normalment a parcs i a les vores de les carreteres de Perth i Bremer Bay. Es troba sobre dunes de sorra costaneres, a la sorra blanca o grisa, sòls sorrencs, laterites i pedra calcària, i a afloraments de granit.
És un arbre que oscil·la entre els 10 i 15 m d'alçada. Presenta una escorça fibrosa, bruna, amb fulles llargues de color verd fosc opac. Presenta unes inflorescències agrupades de petites flors blanques amb eixos, les quals creixen entre agost i desembre. Aquest arbre té una notable similitud a l'espècie Salix babylonica. Una de les característiques més cridaneres d'A.flexuosa és la forta olor de menta que desprenen les seves fulles trencades o aixafades.